# A Night to Remember (musikalbum)
A Night to Remember är ett livealbum av det svenska progressive metal-bandet Evergrey. Det spelades in 9 oktober 2004 på Stora Teatern i Göteborg. Albumet utgavs 2005 av det tyska skivbolaget InsideOut Music.

## Låtlista
CD 1
1. "Intro" (instrumental) – 1:38
2. "Blinded" – 4:45
3. "End of Your Days" – 4:38
4. "More Than Ever" – 5:17
5. "She Speaks to the Dead" – 4:16
6. "Rulers of the Mind" – 5:33
7. "Blackened Dawn" – 4:04
8. "Waking Up Blind" – 4:05
9. "As I Lie Here Bleeding" – 4:42
10. "Mislead" – 7:24
11. "Mark of the Triangle" – 6:57

Total speltid: 53:19
CD 2
1. "When the Walls Go Down" – 5:28
2. "Harmless Wishes" – 4:38
3. "Essence of Conviction" – 6:08
4. "Solitude Within" – 5:47
5. "Nosferatu" – 5:42
6. "Recreation Day" – 7:25
7. "For Every Tear That Falls" – 5:23
8. "Touch of Blessing" – 7:18
9. "The Masterplan" – 11:13

Total speltid: 59:02

## Medverkande
Musiker (Evergrey-medlemmar)
- Tom S. Englund	– gitarr, sång
- Rikard Zander – keyboard, bakgrundssång
- Michael Håkansson – basgitarr
- Henrik Danhage	– gitarr, bakgrundssång
- Jonas Ekdahl – trummor

Bidragande musiker
- Carina Englund, Tinna Karlsdotter, Andy Engberg – kör
- Nicola Boruvka, Lotte Lybeck – violin
- Karin Claesson – viola
- Peter Svensson – cello

Produktion
- Christer Berggren – producent
- Pål Callmer – ljudtekniker
- Tom S. Englund, Arnold Lindberg – ljudmix
- Dragan Tanasković – mastering
- Mattias Norén – omslagskonst, foto
- Anders Medegard, Cora Gonser, Ann Marie Hveding, Patrik Ullaeus – foto